# Собор Державной иконы Божией Матери (Гдов)
Собор Державной иконы Божией Матери (Свято-Державный Димитриевский собор) — православный храм в городе Гдове Псковской области, в юго-восточной части Гдовского кремля. Относится к Псковской епархии Русской православной церкви.
Построен в 1989—1993 годах на фундаменте собора Димитрия Солунского. На стене храма есть мемориальная доска в память о Псковской миссии.

## История

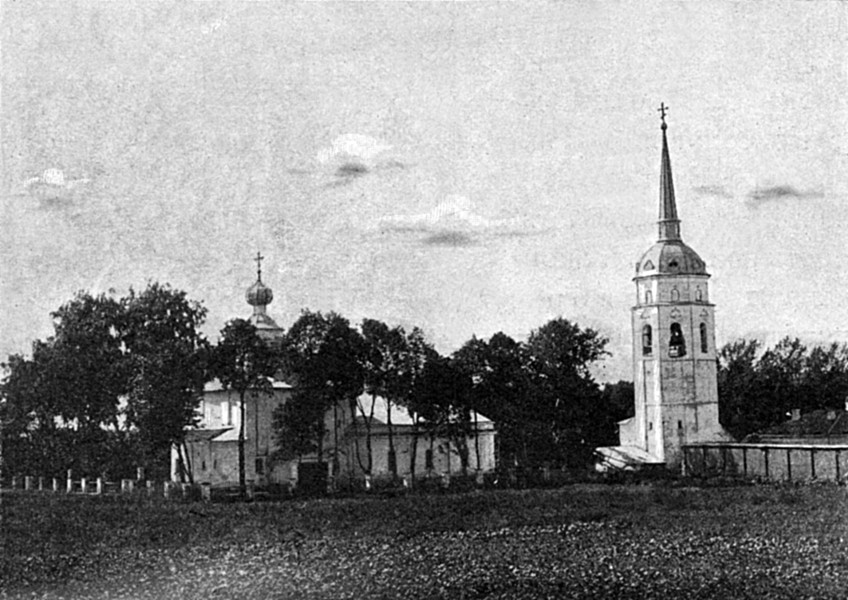
Храм Дмитрия Солунского в нач. XX в.

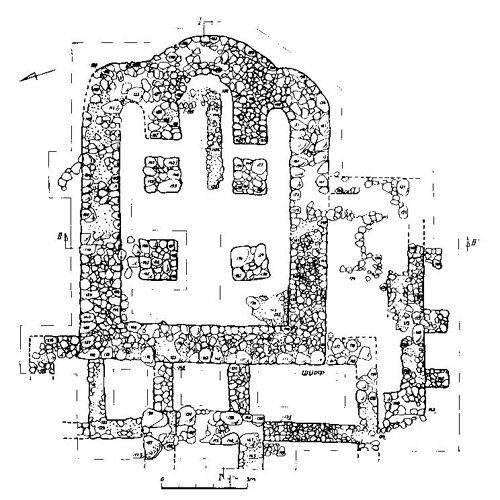
Фундаменты церкви Дмитрия Солунского. План. Раскопки 1989 года.

В 1520—1530 годах в Гдовском кремле построен большой каменный собор, посвящённый Димитрию Солунскому. Когда в 1892 году было образовано Гдовское викариатство, Димитриевский собор стал кафедральным храмом.
В феврале 1944 года войска вермахта, отступая, взорвали все храмы во Гдове, а также синагогу. Уцелели лишь крепостные стены. С этого времени в течение многих лет в городе не было ни одного действующего храма.
Мысль построить в Гдове храм появилась в 1988 году, году празднования 1000-летия Крещения Руси. Началось всё с поездки будущего настоятеля храма священника Михаила Женочина к старцу Николаю Гурьянову, который и сделал первый взнос на строительство храма, а также сказал, что назвать храм нужно в честь Державной иконы Божией Матери.
Началу строительных работ предшествовали археологические раскопки. Был обнаружен фундамент церкви XVI века и почти в центре — другой, ещё более древний, относящийся ко временам Александра Невского. Было найдено множество человеческих костей. Древние захоронения лежали правильно: лицом к востоку. Но прямо под дёрном были отрыты останки 1930-х годов, которые были наспех присыпаны землёй, ибо в эти годы в Гдовской крепости располагалась тюрьма НКВД. После расчистки фундамента древнего собора найденные здесь фрагменты останков более 500 человек были погребены за алтарём будущего храма.
В 1989 году, по завершении археологических раскопок, экспертизы, проектных работ и устроения по всему периметру ленточного фундамента областные чиновники запретили продолжать работы. Главным поводом запрета было неверие большинства работников учреждения в то, что верующие сумеют малыми силами воссоздать в крепости памятник архитектуры в стиле XVI века, ибо таких попыток в СССР ещё не было. Священнику Михаилу Женочину, возглавившему строительство по благословению правящего архиерея, дано было последнее слово: «Мне всё равно, какое решение вы сейчас примете — поддержать верующих или запретить. Только знайте, что храм в гдовской крепости непременно будет. Даже если Вы примените к строителям слезоточивый газ и брандспойты. Вы будете разгонять, а мы будем строить». Пока шло строительство, богослужения проходили в тесной, душной избе.
Все деньги, собранные приходом строящегося храма, шли на строительство. Пять тысяч пожертвовал Псково-Печерский монастырь, шесть тысяч — город Остров. Три тысячи поступило из церкви Архангела Михаила, что в селе Кобылье Городище. Две с половиной тысячи пожертвовал архиепископ Псковский и Великолукский Владимир (Котляров). Самую большую материальную помощь оказал архимандрит Лев (Дмитроченко).
Главным строительным материалом был кирпич, которого требовалось около одного миллиона штук. Для того, чтобы обеспечить стройку кирпичом, в эстонском Кохтла-Ярве на Азерском заводе был арендован цех, который во вторую рабочую смену выпускал специально для храма кирпич отличного качества. Машины с кирпичом разгружали сами прихожане.
28 августа 1991 года был освящён и установлен на куполе собора крест. В день престольного праздника собора, 8 ноября 1991 года, начались постоянные богослужения в северном приделе великомученика Димитрия Солунского, где проходили службы около двух лет. Изнутри храм украшен элементами ковки, а снаружи строители стирали раствор с кирпичей не шпателем, а по-старинке, рукой, одетой в рукавицу.
Старец Николай Гурьянов, к которому обратились за советом, в честь кого освящать второй придел, ответил: «Освящайте в честь священномученика Вениамина, митрополита Петроградского и Гдовского. Ведь я был у него посошником, и когда Владыка приезжал на Гдовщину, я старался везде его сопровождать, держа посох». Освящение придела во имя священномученика Вениамина было совершено архиепископом Псковским и Великолуцким Евсевием (Саввиным) 8 ноября 1993 года.
8 ноября 1994 года был состоялось освящение центрального придела и полное освящение собора архиерейским чином.